# Internazionali di Tennis di Baviera 1978
Gli Internazionali di Tennis di Baviera 1978 sono stati un torneo di tennis giocato sulla terra rossa. È stata la 63ª edizione del torneo, che ha fatto parte del Colgate-Palmolive Grand Prix 1978. Si è giocato a Monaco di Baviera in Germania, dal 23 al 28 maggio 1978.

## Campioni

### Singolare
Guillermo Vilas ha battuto in finale  Buster C. Mottram con il punteggio di 6–1, 6–3, 6–3

### Doppio
Ion Țiriac /  Guillermo Vilas hanno battuto in finale  Jürgen Fassbender /  Tom Okker con il punteggio di 3–6, 6–4, 7–6